# Ozero Tjornoje (sjö i Belarus, lat 55,84, long 29,88)
Ozero Tjornoje (ryska: Озеро Чёрное) är en sjö i Belarus, på gränsen till Ryssland. Den ligger i den norra delen av landet, 260 km nordost om huvudstaden Minsk. Ozero Tjornoje ligger 161 meter över havet. Arean är 0,99 kvadratkilometer. Den ligger vid sjöarna  Vozera Ardova och Ozero Beloje. Den sträcker sig 1,9 kilometer i nord-sydlig riktning, och 1,1 kilometer i öst-västlig riktning.
I omgivningarna runt Ozero Tjornoje växer i huvudsak blandskog. Runt Ozero Tjornoje är det glesbefolkat, med 10 invånare per kvadratkilometer.